# Rosemary Mair
Rosemary Alison Mair (* 7. November 1998 in Napier, Neuseeland) ist eine neuseeländische Cricketspielerin, die seit 2019 für die neuseeländischen Nationalmannschaft spielt.

## Aktive Karriere
Nach guten Leistungen in der Women’s Super Smash 2018/19 gab Mair ihr Debüt in der Nationalmannschaft im Februar 2019 in der WTwenty20-Serie gegen Indien. Kurz darauf erfolgte auch ihr WODI-Debüt gegen Australien. Im September erhielt sie ihren ersten Vertrag mit dem neuseeländischen Verband. Im nationalen neuseeländischen Cricket erregte sie in der folgenden Saison Aufsehen, als ihr vier Wickets in vier Bällen gelangen. In der Folge wurde sie für den ICC Women’s T20 World Cup 2020 nominiert und erzielte dort zwei Wickets (2/27) bei der Vorrunden-Niederlage gegen Indien. Im August 2021 verletzte sie sich am Bein und musste pausieren. Sie war Teil des Teams beim Women’s Cricket World Cup 2022, kam jedoch hier lediglich im Spiel gegen Pakistan zum Einsatz. Bei den Commonwealth Games 2022 bestritt sie dann zwei Spiele. Im April 2024 erlitt sie eine Rückenverletzung und verpasste so die WODI-Serie gegen England. Sie wurde dann für den ICC Women’s T20 World Cup 2024 nominiert.